# Monte Cavallo
Monte Cavallo település Olaszországban, Marche régióban, Macerata megyében. Lakosainak száma 105 fő (2023. január 1.). Monte Cavallo Pieve Torina, Serravalle di Chienti és Visso községekkel határos.

## Népesség
A település lakossága az elmúlt években az alábbi módon változott:
| Lakosok száma | 133  | 129  | 105  |
|               | 2017 | 2018 | 2023 |